# خوانلو سانشيز
خوان لويس سانشيز فيلاسكو (من مواليد 15 أغسطس 2003) والمعروف باسم خوانلو سانشيز أو ببساطة خوانلو، هو لاعب كرة قدم إسباني  يلعب بشكل أساسي كلاعب جناح أيمن، كما يمكنه اللعب كظهير أيمن. لعب لنادي إشبيلية في الدوري الإسباني.

## مسيرة كروية
ولد خوانلو في إشبيلية، الأندلس، وبدأ مسيرته الكروية مع نادي لوس كامينانتس في سن السادسة. وفي العام التالي، انتقل إلى نادي سان ألبرتو ماغنو، وانضم إلى فريق الشباب في نادي إشبيلية عام 2015، وكان عمره 12 عامًا. في 13 أغسطس 2019 وبعد الانتهاء من مرحلة فترة إعداده، وقع أول عقد احترافي له مع النادي إشبيلية، وتمت ترقيته بعد ذلك إلى أتلتيكو إشبيلية في الدوري الإسباني الدرجة الثانية ب.
خاض أول مباراة له مع فريق أتلتيكو إشبيلية في سن 16 عامًا في 24 أغسطس 2019، ضد يكلانو ديبورتيفو. فيما تمكن من أحراز أول أهداف مع الفريق الأول في 18 نوفمبر من العام التالي، مسجلاً الهدف الثاني للفريق ضد نادي غرناطة. خاض أول مباراة له مع الفريق نادي إشبيلية الأول لكرة القدم في 15 ديسمبر 2021، ضد أندراتكس في كأس ملك إسبانيا للموسم. ظهر لأول مرة في الدوري الإسباني بعد ستة أيام، حيث دخل كبديل للاعب لبابو جوميز ضد نادي برشلونة. في 8 أغسطس 2022 انضم خوانلو إلى نادي ميرانديس من الدرجة الثانية على سبيل الإعارة لمدة موسم. بعد رحيل راؤول بارا إلى قادس، أثبت خوانلو نفسه كلاعب أساسي منتظم لفريق جاباتوس، ولكن كظهير أيمن.